# Tumor vascular
Un tumor vascular hace referencia al crecimiento de tejido blando ya sea benigno o maligno en los vasos sanguíneos o linfáticos. Algunos ejemplos de tumores vasculares son hemangiomas, linfangiomas, hemangioendoteliomas, sarcomas de Kaposi, angiosarcomas y hemangioblastomas. Un angioma se refiere a cualquier tipo de tumor vascular benigno.
Algunos tumores vasculares pueden estar asociados con trastornos graves de coagulación sanguínea, por lo que un diagnóstico correcto es fundamental.
Un tumor vascular puede describirse en términos del grado de suministro de sangre que presente, es decir un tumor puede estar ligeramente o altamente vascularizado. 

## Clasificación
Los tumores vasculares constituyen una de las clasificaciones de anomalías vasculares. La otra agrupación son las malformaciones vasculares. Los tumores vasculares se pueden subclasificar además en benignos, raros o agresivos y malignos. Los tumores vasculares se describen como proliferativos, mientras que las malformaciones vasculares como no proliferativas.

## Tipos

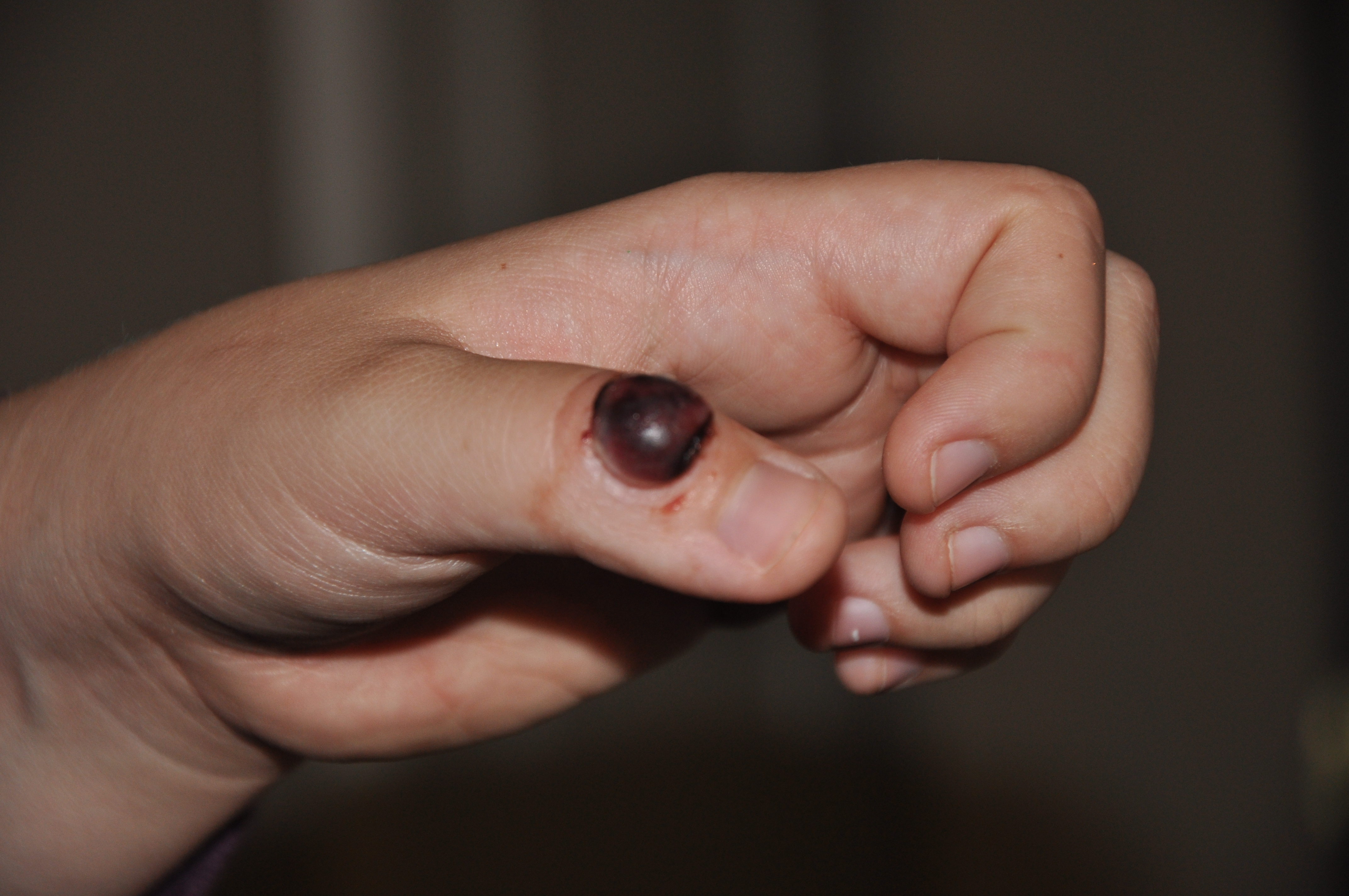
Un granuloma piógeno en un pulgar

Un tumor vascular generalmente crece rápidamente por la proliferación de células endoteliales. La mayoría no son defectos de nacimiento.

### Tumores benignos
El tipo más común de tumores vasculares benignos son los hemangiomas, más comúnmente los hemangiomas infantiles y con menos frecuencia, los hemangiomas congénitos.

#### Hemangioma infantil
Los hemangiomas infantiles son el tipo de tumor vascular más común que afecta a los bebés. y representan el 90% de los hemangiomas. Son caracterizados por la proliferación anormal de células endoteliales y por una desviación en la formación de los vasos sanguíneos. Su principal desencadenante parece ser el estrés hipóxico. Los hemangiomas infantiles se diagnostican fácilmente y se necesita poco o ningún tratamiento agresivo Se caracterizan por un rápido crecimiento en los primeros meses, seguido de una regresión espontánea durante la infancia temprana.

#### Hemangioma congénito
Los hemangiomas congénitos están presentes y completamente formados desde el nacimiento, y solo representan al 2% de los hemangiomas.  Ellos no tienen la fase posnatal de proliferación común a hemangiomas infantiles. Hay dos variantes principales de hemangiomas congénitos: la que no involuciona y la que involuciona rápidamente (comenzando en el primer año de vida). También se reconoce una tercera variante como parcialmente involutiva. Los hemangiomas congénitos también se pueden distinguir de hemangiomas infantiles en que ninguna de las variantes de hemangioma congénito expresa el transportador de glucosa GLUT1. 
Algunos casos se han asociado con una forma leve de trombocitopenia. Se han asociado casos raros con insuficiencia cardíaca.

#### Hemangioblastoma
Los hemangioblastomas son tumores vasculares del sistema nervioso central.

#### Granulo piógeno
Una variedad de tumores vasculares benignos se describen como lesiones proliferativas reactivas que crecen en respuesta a un estímulo, como un traumatismo o una trombosis local. También se pueden formar de manera poco frecuente durante el embarazo como una reacción hormonal que afecta las encías.
El tipo más común de tumores proliferativos reactivos son los granulomas piógenos también conocidos como hemangiomas capilares lobulares, que se encuentran con mayor frecuencia en niños y en adultos jóvenes. Estos granulomas son tumores bien definidos de menos de un centímetro de ancho. Son de color rojo brillante debido a que están muy vascularizados, y sangran y se ulceran con facilidad. Su coloración se desvanece con la edad.

#### Angioma en penacho
Los angiomas en penacho son hemangiomas hereditarios que se encuentran en niños desde su nacimiento hasta los 5 años de edad, sin embargo, también pueden presentarse en adultos. Se encuentran en el cuello, hombros y el tronco como nódulos redondeados. Los angiomas en penacho suelen ser lesiones poco definidas y de coloración violeta. Los tumores son mechones de vasos del tamaño de capilares en lóbulos que se encuentran dispersos en la piel y que a veces llegan hasta el tejido subcutáneo y tienen vasos linfáticos en la periferia. Su crecimiento es lento al principio y progresan hasta un tamaño estable. Muestran una alta tasa de regresión espontánea, particularmente en casos congénitos y de aparición temprana Por lo general, tienen un componente nodular profundo que a veces se extiende hacia el tejido subcutáneo, la fascia y el músculo y en ocasiones, pueden ser dolorosos. Los angiomas en penacho están asociados con malformaciones arteriovenosas.
El origen de los angiomas en penacho no es claro, pero marcadores celulares sugieren una derivación posible de las células endoteliales de los vasos linfáticos. También están asociados con la secreción local de factores de crecimiento que afectan la angiogénesis y promueven el desarrollo de lóbulos vasculares.

### Tumores poco frecuentes

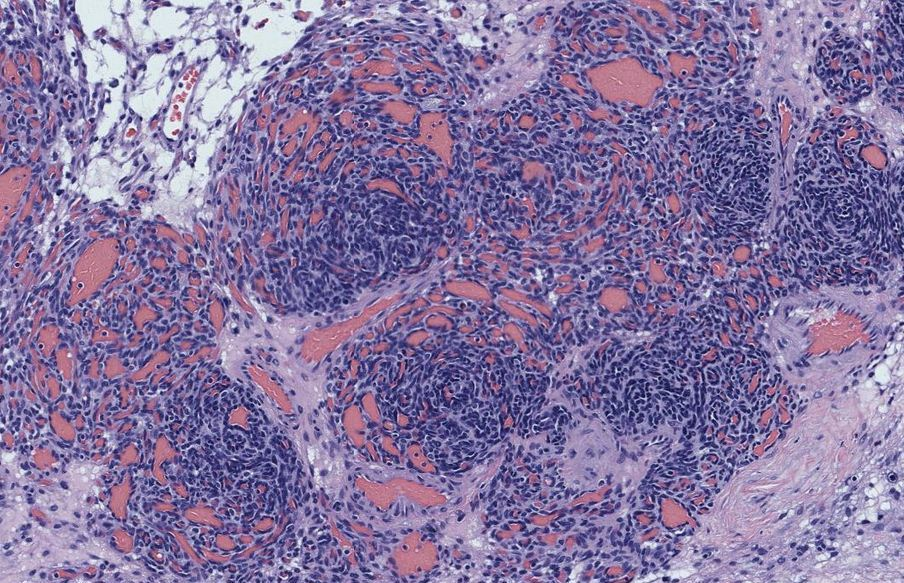
Hemangioendotelioma kaposiforme

Los hemangioendoteliomas kaposiformes (HEK) son tumores vasculares poco frecuentes y localmente destructivos. Nombrados así debido a su parecido con las lesiones del sarcoma de Kaposi. Los HEKs son descritos como localmente destructivos porque se pueden infiltrar el músculo y la grasa subyacente A menudo se observan que se superponen con los angiomas en penacho, pero estos podrían ser una contraparte más leve y benigna.
Los HEKs se muestran como una masa de tejido blando en expansión de color rojo o violeta, localizados principalmente en bebés. Bajo el microscopio se caracterizan por nódulos de células endoteliales fusiformes similares a tumores A diferencia de los hemangiomas infantiles, los HEKs tienen una alta tasa de mortalidad. Tanto los HEKs como los tumores en penacho son únicos porque conllevan el riesgo de desarrollar el síndrome de Kasabach-Merritt.

### Tumores malignos
Los tumores vasculares malignos son poco comunes. e incluyen angiosarcomas y hemangioendoteliomas epitelioides. Otros tipos son los hemangiopericitomas y los linfangiosarcomas.